# NGC 5720
NGC 5720 is een spiraalvormig sterrenstelsel in het sterrenbeeld Ossenhoeder. Het hemelobject werd op 24 juni 1887 ontdekt door de Amerikaanse astronoom Lewis A. Swift.

## Synoniemen
- UGC 9439
- MCG 9-24-25
- ZWG 273.17
- PGC 52328